# 오야마 아에무
오야마 아에무(일본어: 大山 愛笑, 2004년 9월 19일 ~ )는 일본의 여자 축구 선수이다.

## 구단 경력
2019년 닛테레 도쿄 베르디 벨레자에 입단하였다. 2025년 맨체스터 시티 WFC로 이적했다.

## 국가대표팀 경력
그녀는 2022년 FIFA U-20 여자 월드컵에 참가할 일본 U-20 국가대표팀에 발탁되었으며, 6경기에 출전, 준우승에 기여했다. 2024년 FIFA U-20 여자 월드컵에 참가할 일본 U-20 국가대표팀에 발탁되었다. 7경기에 출전, 1득점을 기록했으며 준우승에 기여했다.